# بنیاد بیل و ملیندا گیتس
بنیاد بیل و مِلیندا گیتس، نام قدرتمندترین بنیاد خیریه خانوادگی در جهان است. این بنیاد در سال ۲۰۰۰ میلادی به‌دست بیل و ملیندا گیتس بنیانگذاری شد و در سال ۲۰۰۶ میلادی به‌دست وارن بافت به دو برابر گسترش یافت.
هدف‌های اصلی بنیانگذاری این بنیاد افزایش تندرستی و کاهش تهی‌دستی بسیار بالا در گستره جهان است و در آمریکا گسترش‌دادن شانس‌های آموزشی و دسترسی به تکنولوژی اطلاعات و داده‌ها می‌باشند. مرکز این بنیاد در شهر سیاتل، واشینگتن در ایالت واشینگتن در آمریکا جای دارد و به‌دست سه تن از عضوهای هیئت مدیره به نام‌های بیل گیتس و همسرش ملیندا گیتس و وارن بافت اداره می‌شود. دیگر مدیران بنیاد ویلیام اچ گیتس و پتی استونسیفر (CEO) می‌باشند. حجم کمک‌های انجام‌شده این انستیتو نزدیک به ۳۳ میلیارد دلار است.

## تاریخچه
این بنیاد در آغاز به‌دست بیل گیتس در سال ۲۰۰۰ میلادی با سرمایه ۱۰۶ میلیون دلار بنیانگذاری شد. در طول دو سال کار این انستیتو، سرمایهٔ آن به ۲ میلیارد دلار افزایش یافت.
بنیاد بیل و ملیندا گیتس به‌دست بیل گیتس و همسرش ملیندا در ژانویه سال ۲۰۰۰ میلادی از درهم‌آمیختن دو بنیاد آموزش گیتس و ویلیام اچ گیتس به وجود آمد. بنیاد آموزش گیتس از بنیاد کتابخانه گیتس که در سال ۱۹۹۶ میلادی گشایش شده‌بود شکل گرفت.
در ماه ژوئن سال ۲۰۰۶ میلادی گیتس تصمیم خود را برای بیرون آمدن از کارهای روزمره مایکروسافت و گذاشتن کامل وقت خود همراه با بونو، خواننده گروه ایرلندی یوتو، که نامش در ژورنال تایم برای کارهای خیرخواهانه در سال ۲۰۰۵ میلادی آورده شده‌است تا ماه ژوئیه سال ۲۰۰۸ میلادی اعلام کرد.
در ماه مه ۲۰۰۶ میلادی بنیاد بیل و ملیندا گیتس جایزه اسپانیایی شاهزاده آستوریاس را برای همکاری‌های جهانی و میان‌کشوری به‌دست‌آورد.
در سال 2010، بنیانگذاران این بنیاد، کمیسیون آموزش متخصصان بهداشت در قرن بیست و یکم را با عنوان «تغییر آموزش برای تقویت سیستم‌های بهداشتی در دنیایی به هم وابسته» راه‌اندازی کردند.

یک نظرسنجی در سال 2011 از اعطاکنندگان نشان داد که بسیاری بر این باورند که این بنیاد اهداف و استراتژی‌های خود را روشن نمی‌کند و گاهی اوقات اهداف و راهبردهای دریافت‌کنندگان را درک نمی‌کند.  که رویه های تصمیم گیری و اعطای کمک های مالی بنیاد بیش از حد مبهم بود.  و اینکه ارتباطات آن می تواند سازگارتر و پاسخگوتر باشد.  پاسخ این بنیاد بهبود وضوح توضیحات خود، برقراری «تماس های جهت یابی» با دریافت کنندگان کمک هزینه پس از اعطای کمک های مالی، گفتن به گیرندگان کمک هزینه بود که با بنیادشان تماس دارند، بازخورد به موقع در هنگام دریافت گزارش دریافت کننده کمک مالی، و ایجاد راهی برای دریافت کنندگان کمک هزینه برای ارائه ناشناس یا بازخوردی را به بنیاد نسبت داد.  این بنیاد همچنین یک مجموعه پادکست راه اندازی کرد.

در اکتبر 2006، بنیاد بیل و ملیندا گیتس به دو نهاد تقسیم شد: بنیاد بیل و ملیندا گیتس، که دارایی های موقوفه را مدیریت می کند و بنیاد بیل و ملیندا گیتس، که "... همه عملیات ها و کارهای کمک مالی را انجام می دهد، و این نهادی است که همه کمک ها از آن اعطا می شود».[48]  همچنین تصمیم به صرف تمام منابع بنیاد در 50 سال پس از مرگ بیل و ملیندا اعلام شد.[50]  این مقدار بعداً به 20 سال پس از مرگ آنها کاهش یافت.[54]  این امر باعث بسته شدن بنیاد بیل و ملیندا گیتس و عملاً پایان دادن به بنیاد بیل و ملیندا گیتس می شود.  در اعلامیه سال 2006، مجدداً تاکید شد که وارن بافت "... تصریح کرده است که درآمد حاصل از سهام برکشایر هاتاوی که او هنوز در زمان مرگ مالک آن است، ظرف 10 سال پس از تسویه اموالش، برای اهداف بشردوستانه استفاده شود." 

## هدیه وارن بافت
در ۲۵ ژوئن سال ۲۰۰۶ میلادی، وارن بافت (پولدارترین مرد جهان در سال ۲۰۰۸ میلادی به گفته ژورنال فوربس) قول داد ۱۰ میلیون سهم از سهام کلاس «ب» شرکت برکشایر هاتاوی به ارزش ۳۰٫۷ میلیارد دلار را در چندین سال به بنیاد بدهد. بافت شرایطی را تعیین کرد تا این اهدای بزرگ به بنیاد حجم کمک‌ها را به آسانی افزایش ندهد اما به‌عنوان یک همکاری سازنده حجم کمک‌ها و بخشش‌های سالیانه بنیاد را به دو برابر افزایش دهد.
شرایط وارت بافت برای دادن این کمک به بنیاد بیل و ملیندا گیتس دربردارنده موردهای زیر است:
- بیل یا ملیندا باید در هنگام مدیر بودن زنده باشند.
- این بنیاد کار خود را با نماد خیریه پی بگیرد و ادامه دهد.
- هر سال مبلغی به اندازه حجم اهدایی سال پیش برکشایر به‌علاوه پنج درصداز دارایی‌های خالص از بنیاد بیرون رود.

بافت فرصتی دو ساله را به بنیاد برای کاری شدن شرط سوم داده‌است. بنیاد گیتس ۵٪ از سهام (۵۰۰٬۰۰۰ سهم) را در ژوئیه سال ۲۰۰۶ میلادی دریافت کرده‌است و ۵٪ باقی‌مانده را در ژوئیه سال‌های ۲۰۰۷ میلادی (۴۷۵٬۰۰۰ سهم)، ۲۰۰۸ میلادی (۴۵۲٬۲۵۰ سهم) و تا پایان دریافت خواهد کرد.

## کارها
از سال ۲۰۰۶ میلادی، بنیاد ۳۳٫۷ میلیارد دلار را کمک کرده‌است. برای این که این بنیاد کار خود را با نام خیریه پی بگیرد و ادامه دهد می‌بایست هر ساله ۵٪ از دارایی‌های خود را وقف کند. به این‌گونه حجم اهدایی بنیاد هر ساله دست‌کم پولی برابر ۱٫۵ میلیارد دلار خواهد بود.
از سال ۲۰۰۶ میلادی، بنیاد به چهار بخش دربردارنده کارهای اصلی (ارتباط‌های همگانی، اعتبارها، منبع‌های انسانی) با مدیر بودن شریل اسکات و سه برنامه اهدایی زیر سازمان‌بندی شد:
- برنامه تندرستی جهانی
- برنامه گسترش جهانی
- برنامه‌های مرتبط با ایالات متحده آمریکا

بر پایهٔ گزارش روزنامه وال استریت ژورنال در تازه‌ترین برنامه، بنیاد بیل و ملیندا گیتس صدها میلیون دلار در زمینه تشویق تهی‌دستان به پس‌انداز در سراسر جهان هزینه خواهد کرد.
به علاوه، بر پایهٔ گزارش منتشر شده به دست بنیاد بیل کلینتون در ۱۸ دسامبر ۲۰۰۸، بنیاد بیل و ملیندا گیتس بین ۱۰ تا ۲۵ میلیون دلار به این بنیاد کمک کرده‌است.
در سال 2020 با شیوع و دنیاگیری ویروس کورنا، بنیاد بیل و ملیندا گیتس، قدرتمندترین بنیاد خیریه خانوادگی در جهان، و دو موسسه بزرگ خیریه دیگر روز سه شنبه ۱۲۵ میلیون دلار را به منظور کمک به تسریع روند یافتن درمانی برای ویروس کرونا، تخصیص دادند.

### نوآوران
به تازگی (تقریباً سال ۲۰۱۷) از بی‌بی‌سی فارسی میان‌برنامه‌ای با عنوان «نوآوران» پخش می‌شود که به راه‌حل‌های نوآورانه ساده اما بسیار مؤثر در کشورهای در حال توسعه برای مشکلات مهم می‌پردازد. از جمله آنها روش بسیار ارزان‌قیمت یک پزشک بنگلادشی برای فشار جریان هوای همواره مثبت بود همچنین احداث سرویس بهداشتی عمومی در منطقه محروم از سرویس بهداشتی برای جمع‌آوری فضولات انسانی در یک مخزن زیرزمینی و تولید گاز برای راه اندازی موتور تصفیه آب که در این منطقه آب پاکیزه نیز کم‌یاب است. این برنامه با حمایت بنیاد بیل و ملیندا گیتس تهیه شده‌است.

مناطق برنامه و پایگاه داده کمک مالی
برای حفظ جایگاه خود به عنوان یک بنیاد خیریه، بنیاد بیل و ملیندا گیتس باید حداقل پنج درصد از دارایی های خود را در هر سال اهدا کند.[56]  از آوریل 2014، این بنیاد در چهار حوزه برنامه زیر نظر مدیر اجرایی سوزان دزموند هلمن، که "اولویت های استراتژیک را تعیین می کند، نتایج را نظارت می کند و روابط با شرکای کلیدی را تسهیل می کند" سازماندهی شده است:[57]
- بخش توسعه جهانی
- بخش بهداشت جهانی
- بخش ایالات متحده
- بخش سیاست جهانی و حمایت
- بخش رشد و فرصت‌های جهانی[58]
- این بنیاد یک پایگاه داده آنلاین از کمک های مالی را نگهداری می کند.[59]

این بنیاد در وب سایت خود توضیح می دهد که متولیان آن سازمان را به دو نهاد تقسیم کردند: بنیاد بیل و ملیندا گیتس و بنیاد بیل و ملیندا گیتس.  بخش بنیاد، مستقر در سیاتل، ایالات متحده، "بر بهبود سلامت و کاهش فقر شدید تمرکز دارد" و متولیان آن در حال حاضر بیل و ملیندا گیتس هستند.  وارن بافت در 23 ژوئن 2021 استعفای خود را به عنوان امین اعلام کرد.[74]  بخش تراست «دارایی‌های سرمایه‌گذاری و درآمدهای انتقالی به بنیاد را در صورت لزوم برای دستیابی به اهداف خیریه بنیاد» مدیریت می‌کند - دارایی‌های بیل و ملیندا گیتس، که تنها متولیان امر هستند، را در اختیار دارد و از بافت کمک‌هایی دریافت می‌کند.[75]
این بنیاد صورت های مالی حسابرسی شده و فرم های 990-PF خود را به محض در دسترس شدن در بخش "مالیات" وب سایت خود پست می کند.  در پایان سال 2012، این بنیاد مبلغ نقدی 4,998,000 دلار را ثبت کرد که از 10,810,000 دلار در پایان سال 2011 کمتر بود. دارایی های خالص نامحدود در پایان سال 2012 به ارزش 31,950,613,000 دلار بود، در حالی که کل دارایی ها $37,176,777,000. دلار بود.[76]